# キャリアパス
キャリアパスとは経営学用語の一つ。企業においての社員が、ある職位に就くまでに辿ることとなる経験や順序のこと。また個人の視点からは、将来自分が目指す職業を踏まえた上でどのような形で経験を積んでいくかという順序・計画を指す。

## 解説
企業側から見たキャリアパスでは、中長期的な計画の上で、社員はどのような経験を積み、どのような能力を身に着けるかなどといった事柄を明確にする。このようなキャリアパスを示すということで、社員は自己の目指すべき道というものを考察できるようになったり、モチベーションを向上させるといった事柄が期待できる。
一方で個人から見たキャリアパスには、所属企業での職務から得られる経験以外に自己啓発等により得られるスキルが含まれる。そのため状況によっては、転職により複数の企業を渡り歩くことや、必要に応じて大学等の教育機関に戻り教育を受け直すことも選択肢となりうる。